# Compagnia aerea maggiore
L'espressione compagnia aerea maggiore (o, in lingua inglese, major carrier) è utilizzata per indicare una qualsiasi compagnia aerea di grandi dimensioni e per distinguerla da una compagnia aerea standard, da una a basso costo, da una regionale e da altre di più piccole dimensioni.
Alcuni standard indicano come maggiori principalmente compagnie aeree che:
- hanno più di 25 aerei a fusoliera larga in flotta;
- hanno più di 50 aerei a fusoliera stretta in flotta;
- gestiscono uno o più hub garantendo connessioni.

Pertanto viene definita come maggiore una compagnia aerea che risponda a questi requisiti.

## Negli Stati Uniti d'America
Negli Stati Uniti, invece e secondo il Dipartimento dei Trasporti degli Stati Uniti d'America, viene definita come major una compagnia aerea che abbia ricavi operativi annuali superiori a 1 miliardo di dollari.
| Tipo             | Gruppo    | Ricavo annuo in $             |
| ---------------- | --------- | ----------------------------- |
| Majors           | Group III | più di 1 miliardo             |
| Nationals        | Group II  | tra 100 milioni e 1 miliardo  |
| Large regionals  | Group I   | tra 20 milioni e 99,9 milioni |
| Medium regionals | Group I   | tra 0 milioni e 19,9 milioni  |

Nel 2013 il Dipartimento dei Trasporti degli Stati Uniti d'America riconosceva 20 compagnie aeree maggiori statunitensi:
1. Air Tran
2. Alaska Airlines
3. American Airlines
4. American Eagle
5. Atlas Air
6. Delta Air Lines
7. Express Jet
8. Federal Express
9. Frontier Airlines
10. Hawaiian Airlines
11. Jet Blue
12. Kalitta Air LLC
13. SkyWest
14. Southwest Airlines
15. Spirit Airlines
16. United Airlines
17. UPS
18. US Airways
19. Virgin America comprata da alaska airlines
20. World Airways *

* Reporting in Group III by waiver.
Secondo il significato statunitense, quindi, la definizione di major si applica solo in funzione del fatturato dell'azienda e non dalle dimensioni operative: quindi possono rientrare nella definizione anche vettori regionali, a basso costo, cargo e charter.

## Legacy carrier
Una compagnia aerea, che nel mondo viene definita maggiore, nel contesto statunitense è definita anche Legacy carrier; cioè una compagnia aerea che offre voli di linea con connessioni, due o più classi di bordo, servizi di cabina (in-flight entertainment), programmi frequent flyer, airport lounges, code sharing ecc.

Le legacy carriers statunitensi nel 2013 sono:
- Delta Air Lines
- American Airlines
- United Airlines
- US Airways
- Alaska Airlines (25 aerei a fusoliera larga e 20 aerei a fusoliera stretta)
- Hawaiian Airlines (122 aerei a fusoliera stretta)

Come si può notare, le prime quattro corrisponderebbero alle major e le ultime due alle standard.